# CFE (Belgique)
Pour les articles homonymes, voir CFE.
CFE est un groupe intégré multidisciplinaire qui se positionne sur des marchés de croissance attrayants en Belgique, au Luxembourg et en Pologne. Grâce à des entreprises leaders et des projets innovants, le groupe se concentre sur quatre segments : promotion immobilière, construction & rénovation, multitechnique et investissements. De l’acquisition à la maintenance: avec des expertises complémentaires, CFE propose des solutions complètes à ses clients. Le groupe développe le monde de demain par son rôle de pionnier en matière de développement durable, sa capacité d’innovation et sa volonté d’avoir un impact sur la société. CFE concrétise cette ambition grâce à des collaborateurs passionnés et des partenariats forts. Cotée sur Euronext Brussels, CFE est détenue à 62,12% par Ackermans & van Haaren.

## Historique
La Compagnie Générale de Chemins de Fer Secondaires (CFE) qui participe, par le biais de participations, à la construction et à l'exploitation de lignes de chemins de fer et de tramways est constituée en 1880. En 1921, elle s'engage dans des travaux de génie civil et de construction de bâtiments sous le nom Compagnie Belge de Chemins de Fer et d'Entreprises. 
En 1930 est constituée la Société Générale de Dragage pour aborder des travaux de dragage aussi bien en Belgique qu'à l'étranger, puis en 1965 est adoptée la dénomination « Compagnie d'Entreprises CFE », compte tenu de la prépondérance des activités d'entrepreneur général.
CFE et Ackermans & van Haaren font apport de leurs activités de dragage et constituent Dredging International en 1974. En 1981 a lieu la fusion de la Compagnie d'Entreprises CFE avec les Entreprises Ed. François et Fils.
Le Groupe GTM, actionnaire depuis 1987, devient le principal actionnaire de CFE en 1989 puis en 1991 est constitué le Groupe DEME (« Dredging, Environmental and Marine Engineering ») résultant de l'association des activités de dragage de deux dragueurs belges : Dredging International et Baggerwerken Decloedt. Acquisition de Nizet Entreprise.
L'entreprise Vanderhoydoncks Multitechnieken est acquise en 1999. En 2000, Vinci et GTM fusionnent. CFE augmente sa participation dans le groupe DEME à 47,8 %. L'année suivante, CFE s'organise en trois pôles majeurs : le pôle Construction, qui comprend tous les métiers de la construction et les services qui leur sont associés, le pôle Dragage et Environnement et le pôle Électricité. Dans le courant de cette même année, à la suite d'un accord conclu avec la société BPC (Bâtiments et Ponts Construction), CFE acquiert la totalité des titres de ABEB, filiale anversoise de BPC. En décembre a lieu la fusion des sociétés CFE, Bageci, Investissements et Promotion et MBG.
Bâtiments et Ponts Construction (BPC) et Bâtipont Immobilier (BPI) sont acquis en 2004. Le groupe augmente sa participation dans le groupe DEME à 50 %. Le pôle promotion et gestion immobilières, distinct du pôle construction est créé et le pôle électricité évolue vers le multi-technique et le multi-service.[Quoi ?]
En 2005 sont acquis 100 % des actions de l'entreprise Aannemingen Van Wellen et en 2006 a lieu la fusion des activités de Property Management de Sogesmaint et CB Richard Ellis. En octobre, augmentation du capital en espèces avec droits de préférences[Quoi ?].
En 2007, CFE acquiert la société gantoise VMA NV Infra-Industrie et sa filiale VMA Slovakia. CFE fait l'acquisition de la société bruxelloise Amart, exerçant dans le domaine de la rénovation et de la réhabilitation d'immeubles. CFE prend une participation de 25 % dans Druart, une société spécialisée en air conditionné et sanitaire.
CFE augmente en 2008 sa participation dans le capital de la société Druart de 25 % à 62,5 %. Elle fait l'acquisition de la société Louis Stevens & Co. Cette société située à Halen (Limbourg) est spécialisée dans les installations électrotechniques, la signalisation ferroviaire, le câblage et le balisage d'aérodromes ainsi que l'installation de réseaux de communication.
En 2009, l'entreprise intègre Prodfroid. Acquisition de 64,95 % des titres de la société Van De Maele Multi-techniek située à Meulebeke. La société Elektro Van De Maele exerce dans le domaine des installations électriques (public, tertiaire, industrie), HVAC (partie électrique) et agro-industriel (installation, optimalisation et automatisation de stalles).
CFE prend une participation majoritaire dans le groupe Terryn en 2010. CFE acquiert 65 % des parts de la SA Brantegem. Cette société est spécialisée en HVAC et en installations sanitaires.
CFE fait l'acquisition d'ETEC et participe au secteur de l'éclairage public ainsi qu'aux réseaux enterrés. Elle rachète le fonds de commerce de la société Leloup Entreprise Générale, exerçant dans la rénovation et la transformation de projets de petite à moyenne taille sur Bruxelles et les deux Brabant.
CFE acquiert en 2012 les titres de la société Remacom, spécialisée dans la pose de voies de chemin de fer, et crée un 6e pôle Rail & Routes. Celui-ci comprend ENGEMA, Stevens Remacom & Aannemingen Van Wellen. En 2013 a lieu la cession de la participation en Sogesmaint-CB Richard Ellis SA. CFE développe, sous le nom de Sogesmaint, une activité intégrée de Property, Facility et Project Management.
L'entreprise change de nom pour Prodfroid en Procool et Van De Maele Multi-Techniek en VMA West. Acquisition par Ackermans & van Haaren d'une participation de 60,40 % dans CFE. VINCI Construction s.a.s. a cédé à Ackermans & van Haaren une participation de 23,42 % dans CFE. VINCI Construction s.a.s. conserve une participation de 12,11 % dans CFE. Ackermans & van Haaren apporte à CFE sa participation de 50 % dans DEME. À la suite de ces transactions, CFE détient le contrôle exclusif sur DEME.
BPI ouvre un siège à Anvers. BPC SA devient CFE Bâtiment Brabant Wallonie SA et regroupe CFE Brabant, BPC Brabant, BPC Liège, BPC Hainaut, BPC Namur, Leloup entreprise générale et Amart.
CFE cède son activité routes à Aswebo en 2014. Aannemingen Van Wellen Bouw devient Atro Bouw. Le pôle Contracting, qui regroupe l'ensemble des activités de construction, multi-technique et rail, est créé. 
2022: La séparation avec DEME. Le groupe CFE se concentre maintenant sur 4 domaines : construction et rénovation, multitechnique, real estate et investissements.